# Les Montils
Les Montils är en kommun i departementet Loir-et-Cher i regionen Centre-Val de Loire i de centrala delarna av Frankrike. Kommunen ligger i kantonen Contres som tillhör arrondissementet Blois. År 2022 hade Les Montils 1 925 invånare.

## Befolkningsutveckling
Antalet invånare i kommunen Les Montils
| Referens: INSEE |